# Save the Reaper

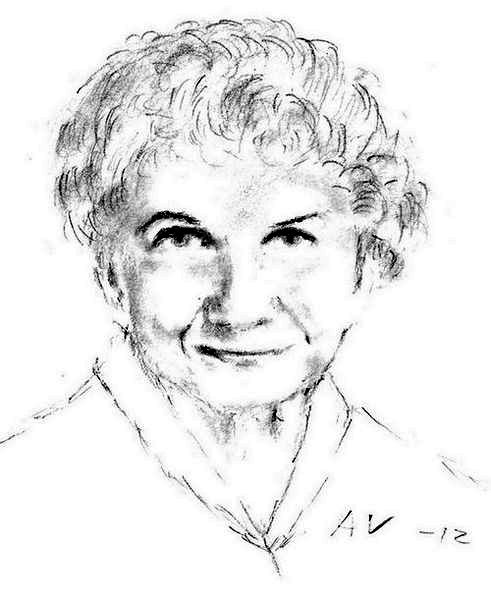
Alice Munro, Nobelpreis für Literatur 2013

Save the Reaper (1998/1998) ist eine Kurzgeschichte von Alice Munro, von der im selben Jahr zwei sehr verschiedene Versionen publiziert worden sind. Die Zeitschriftenversion trägt den Untertitel: „Can you trust your children with your mother?“, die Buchversion hat keinen Untertitel. Thematisiert wird in diesem Werk einerseits die (Nicht-)Erzählbarkeit bestimmter Erlebnisse und andererseits wird daran gezweifelt, dass Erinnerung als zuverlässig gelten kann, wenn Geschichten erzählt werden.
Der Titel der Kurzgeschichte ist eine Anspielung auf die Ballade „The Lady of Shalott“ (1832) von Alfred Lord Tennyson.
Munro hat 1999 zu diesem Werk geäußert, dass ihr beim Schreiben dieser Geschichte die vielen Veränderungen der letzten 25 Jahre vor Augen gestanden haben, die es in der Gegend ihrer jugendlichen Sommerferien am Lake Huron zu beobachten gebe, an den Menschen und der Gesellschaft ebenso wie an der Landschaft.

## Handlung
Eve ist während des Sommerurlaubs mit ihren beiden Enkelkindern Daisy und Philip im Auto unterwegs. Infolge eines Dialogspiels zwischen Eve und dem siebenjährigen Philip, in dem es um „Aliens“ geht, gelangen sie an einen Ort, den die Großmutter von früher zu kennen scheint. Von irgendetwas wird Eve emotional aufgewühlt. Weil sie wegen eines versperrten Weges nicht weiterfahren können, gelangen die drei nach einem Dialog mit einem kleinen Mann in eine verwahrloste Behausung, in der sie mit Männerkultur unter Alkoholeinfluss konfrontiert sind. Anschließend kommen sie in Kontakt mit einem Tramper, der sich als eine betrunkene Tramperin herausstellt, die die Gelegenheit genutzt hat, jener Behausung zu entfliehen. Eve merkt, dass sie sich bisher von Frauen nicht sexuell angezogen gefühlt hat, und die Tramperin lässt ihre Hand das nackte Bein der Fahrerin entlangfahren.
Als die drei ins Sommerhaus zurückkehren, führt der Erzähler vor, wie Erlebtes beim Wiedererzählen abgewandelt wird. Eve meint angesichts ihrer konservativen Tochter Sophie, der Mutter ihrer beiden jungen Reisegefährten, Rahmenbedingungen vorzufinden, die eine Auswahl nötig machen. Sie würde nichts von dem Teil der Wand hinter den Büschen erzählen, nichts von dem Dialogspiel mit Philip, nahezu nichts von dem Mann und seinen Kumpanen in der Behausung und nicht das Geringste über das Girl, das ins Auto gesprungen sei.
In der Zeitschriftenversion scheint Eve in der Mitte des letzten Abschnitts den Eindruck zu haben, dass sie mit ihrem Enkel Philip bezüglich der Ereignisse, die sie ihrer Tochter nicht weitererzählt, momenthaft einen stillschweigenden Pakt schmiedet, der scheinbar mit einem einzigen Blick besiegelt wird. In der Buchversion findet sich diese Stelle am Ende des neunten Abschnitts und es scheint unklar zu sein, ob Eve mitbekommt, dass Philip sie anschaut. Nur der Erzähler scheint diesen Blick zu sehen und dieser wird anders kommentiert als in der Zeitschriftenversion. Judith Maclean Miller zitiert die Buchversion und meint, dass Eve dieses Nicht-Erzählen, das Vorenthalten, an eine andere Generation weitergibt. Aus ihrer Sicht merkt Eve, dass Philip nichts sagt und Miller ist der Ansicht, dass es Eves Kommentar ist, der folgt, mit „What did this mean? Only that he had begun the private work of storing and secreting, deciding on his own what should be perserved and how, and what these things were going to mean to him in his unknown future“.
Am Ende desselben Abschnitts der Zeitschriftenversion kehren Eves Gedanken zur Tramperin zurück. Dies ist in der Buchversion ein eigener Abschnitt. Das Ende ist in den Versionen verschieden und beide Schlüsse sind offen.

## Interpretationen

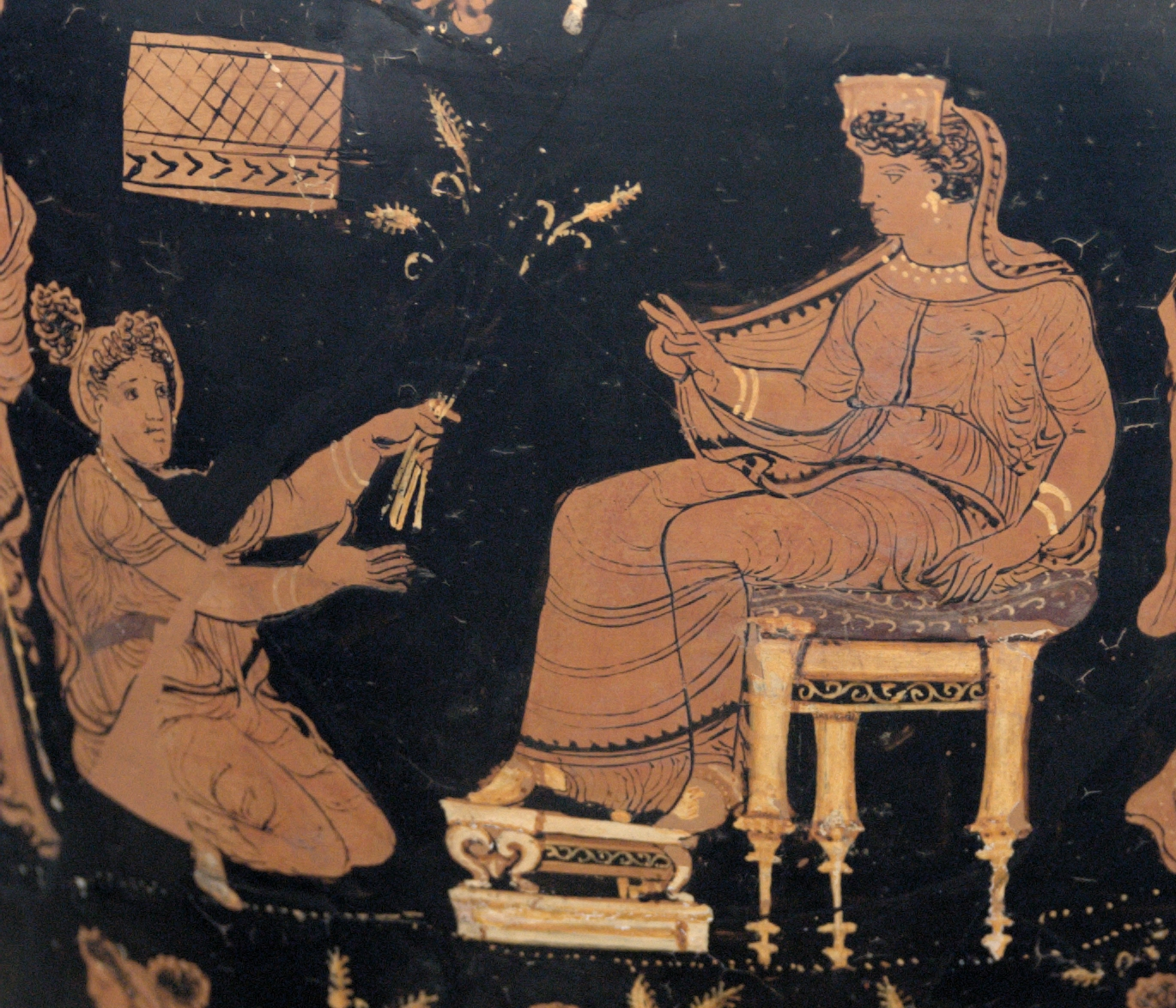
Darstellung der Demeter, Antikensammlung Berlin

Durch „Reaper“ im Titel der Erzählung und den Namen der Protagonistin, „Eve“, werde die biblische Mutter der Menschheit (Sünderin) mit wesentlich älteren Konnotationen der Demeter als „Gebär-Mutter Aller“ kombiniert, so Ildikó de Papp Carrington in einem Beitrag von 2002, der sich speziell mit diesem Werk von Munro befasst. In der Erzählung sei die Rede von einem goldenen Gerstenfeld und auch Mais und Maisfelder würden eine Rolle spielen. Dies werde mythologisch aufgeladen durch den metafiktionalen Hinweis, dass Eves Tochter Sophie in ihrer Kindheit griechische Mythen gekannt habe und dass sie später einen Universitäts-Abschluss in Archäologie gemacht habe. Daraus, so die Argumentation von Papp Carrington, ergebe sich das Bild von Demeter als einer Göttin, die die Repräsentantin von Frauen aus allen Generationen sei.
In der Eröffnungsszene werde „alien“ als eine Bezeichnung mit zahlreichen Bedeutungen und Ableitungen eingeführt und im Verlauf der Geschichte ein Mutter-Tochter-Verhältnis thematisiert, unter anderem durch die Schilderung von Eves mütterlicher Fürsorglichkeit gegenüber der Tramperin-Ersatztochter, so Ildikó de Papp Carrington weiter. Isla Duncan schreibt 2011, in Save the Reaper stelle Munro in ihrer Beschreibung der Protagonistin die familiäre Entfremdung einer älteren Frau dar und es werde für das Konstruieren von Erzähltem die Zuverlässigkeit von Zeugenschaft und Erinnerungsvermögen angezweifelt.

### Intertextuelle Bezüge
Der Titel der Geschichte nimmt Bezug zum Gedicht The Lady of Shalott (1832). Auf der Autofahrt zurück wandelt Eve die erinnerte Zeile „Only reapers, reaping early“ ab zu „Save the reapers.“ Der Titel von Munros Werk allerdings ist im Singular. Damit spielt Munro an auf eine weitere Zeile aus der Ballade, „And by the moon the reaper weary“, was sich auf die matte und einsame Hauptfigur der Erzählung bezieht, so Isla Duncan.
Im zweiten Abschnitt wird der Film The Bridges of Madison County genannt. Diesen hatten sich Eve und ihre Tochter am Vorabend angeschaut, hatten über ihrer beider Tränen den Kopf geschüttelt und waren darüber in Lachen ausgebrochen. Am folgenden Tag kommt Eve der Abend wieder in den Sinn, als Sophie Daisy zum ersten Mal alleinlässt, um ihren Mann vom Flughafen abzuholen, und Eve mit Philip und Daisy im Sommerhaus zurückbleibt.
Genannt wird auch Harold Pinter, als während der Szene in der Behausung Eves Reflexionsfähigkeit dank Literaturlektüre und Bühnenerfahrung geschildert wird, wo es heißt: „dachte sie darüber nach, wie sie das alles beschreiben würde – sie würde sagen, es war als sei sie unversehens mitten in ein Stück von Pinter geraten. Oder wie ihre schlimmsten Albträume von einem sturen, stummen, feindseligen Publikum.“ Der Chef in der Behausung trägt denselben Vornamen wie der Dramatiker.
Michael Gorra stellt in seiner Rezension der Sammlung The Love of a Good Woman für die New York Times 1998 einen intertextuellen Bezug her zwischen Save the Reaper und O’Connors Geschichte A Good Man is Hard to Find (1953). Gorra meint, Munro verneige sich vor dem Werk der anderen und revidiere es auf eine clevere Art. Sie erzähle allerdings formal völlig anders. Munro fühle sich in ihre Charaktere hinein, ohne dass einem externen Denksystem, was bei O’Connor der Katholizismus sei, irgendeine Anziehungskraft zugestanden werde. Darin sei Munros Erzählweise derjenigen von Tschechow verwandt, so Gorra. Jeff Birkenstein merkt 2013 an, dass die Außenseiter in der Behausung in Munros Geschichte, anders als bei O’Connor, keine Weltanschauung haben. Zwar haben sie keine offensichtlich böswilligen Pläne, blockieren aber Eves Auto. Sie leben in einem heruntergekommenen Haus, sind Männer ohne Frauen und bereits gelangweilt von der Prostituierten, die sie mit nach Hause gebracht haben.
Innerhalb des Werkes von Munro sieht Miller 2002 eine Reihe von Erzählungen, in denen es um Verschwiegenes geht, beginnend mit Walker Brothers Cowboy (1968) und Something I've Been Meaning to Tell You (1974). Save the Reaper sei wie ein Wiederkennen des Themas und diese Erzählung komplettiere die Reihe. Carrington betont 2002, dass es bei Munro einige Geschichten gibt, in denen ein Mutter-Tochter-Verhältnis im Mittelpunkt steht, und die meisten davon würden aus Tochter-Sicht erzählt. Aus Mutter-Sicht gebe es lediglich Miles City, Montana (1985/86) sowie einen der Abschnitte von The Progress of Love (1985/86). Eine Großmuttersicht komme erstmals in Save the Reaper vor. Obwohl Images (1968) aus Kindersicht und Save the Reaper aus Großmuttersicht erzählt werden, sind die Schlüsse, die gezogen werden, nahezu austauschbar, so Magdalene Redekop 1999, nur dass es in Images ein Vater sei, der von einem Abenteuer zurückkehrt und erzählt. Beide Geschichten enden mit einem Pakt zwischen einem oder einer Erwachsenen und einem Kind. Eine verwahrloste Tochterfigur mit sexueller Missbrauchserfahrung habe es zuvor in Vandals gegeben, in Save the Reaper sei es die Tramperin. Sollte sich diese so verhalten wie die Protagonistin in Vandals, könnte es auf einen Mord vorausdeuten, wobei „save the reaper“ Eves Gebet wäre, vom Tod befreit zu werden („may be Eve's prayer for deliverance from death“), meint Carrington gegen Ende ihres Beitrags.

### Leseerlebnis
Judith Maclean Millers Erinnerung nach gibt es bei Save the Reaper im Eingangsraum des verwahrlosten Hauses einen Toten. Miller fragt sich, warum sie das erinnert. Der Schnitter (Reaper) suggeriere Tod als Thema, im Laufe der Erzählung sterbe aber niemand. Duncan teilt das Unbehagen bezüglich der Behausung und ergänzt, dass in dieser Erzählung verschiedene Dinge rätselhaft bleiben: warum in der Beschreibung „Massive disorder was what they had to make their way through – the kind that takes years to accumulate“ das „massive disorder“ am Beginn so mächtig sei, wer die Mosaikwand kreiert habe, welche Art von Tochter als Erwachsene noch Spiele wie „Was hasst du am meisten an deiner Mutter?“ spiele. Manches davon erhelle sich, wenn man Eves Nostalgie als unglaubwürdig und skurril wahrnehme, und sich vorstelle, was so eine Nostalgie für Eve an Konsequenzen bedeute. Für Birkenstein entsteht der Eindruck, dass Eve nicht einschreiten kann, weil sie weiß, dass die Eignerin des Hauses in ein Heim gebracht worden ist. Miller hat sich unter stilistischen Gesichtspunkten mit der Stelle befasst, wo der kleine Mann, der die drei einlädt in die merkwürdige Behausung zu kommen, sagt „Mary, she owns it, but Harold he put her in the Home, so now he does. It wasn't his fault, she had to go there.“ Miller merkt in Klammern an, dass sie denkt, dass es selbstverständlich Harolds Schuld war. Und diese vielen Kommas seien Anlass für ihr Gefühl, dass da Dinge im Gange seien, die noch unheimlicher sind. Miller nimmt eine weitere Stelle näher in Augenschein: „"I told her maybe there was pictures in the front but she couldn't go in there you got that shut up," the little man said. Harold said, "You shut up."“ Da sei irgendwas mit den Pausen in diesem Dialog und mit der Wiederholung der Wendung "shut up." Falls es nicht Mary ist, die in dem Haus verscharrt wurde, gebe es da irgendetwas oder irgendjemand Anzuklagenden, darin ist Miller sich sicher. Aufgrund ihrer Kenntnis einer anderen Munro-Geschichte entsteht für Carrington beim Lesen von Save the Reaper die Ahnung, dass Eve nach dem Ende der Geschichte ermordet wird.

## Ausgaben und Versionen
Die Zeitschriftenversion des Werkes erschien am 22. Juni 1998 in The New Yorker, die Buchversion einige Monate später in Munros Kurzgeschichtenband The Love of a Good Woman (1998). Die Buchversion ist die erste, die Zeitschriftenversion eine aufgrund von Vorschlägen des Lektorats beim New Yorker gekürzte Fassung. Dass es die Zeitschriftenversion ist, die erneut in einer Anthologie publiziert wurde (The Best American Short Stories 1999, herausgegeben von Amy Tan), sieht Carrington 2002 als untypisch an. Die Buchversion von Save the Reaper wurde später aufgenommen in den Auswahlband Alice Munro's Best: A Selection of Stories (Toronto 2006), der in den USA mit dem Titel Carried Away: A Selection of Stories (New York 2006) auf den Markt gebracht worden ist. In englischer Sprache hat das Werk einen Umfang von 35 Seiten. Auf Deutsch trägt die Erzählung den Titel „Einzig der Schnitter“ und ist Teil des Bandes Die Liebe einer Frau (2000).

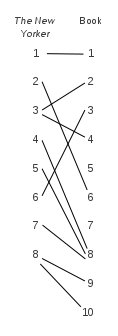
Alice Munro: "Save the Reaper" (1998 / 1998), Versionsunter-schiede nach Abschnitten

In der Zeitschriftenversion besteht die Story aus 8 Abschnitten, in der Buchversion aus 10 Abschnitten und ist insgesamt länger. In der Buchversion macht der achte Abschnitt mit 17 Seiten Länge fast die Hälfte der Erzählung aus und ist aus den Abschnitten vier, fünf und sieben der Zeitschriftenversion zusammengefügt. Zu den wenigen neuen Sätzen in diesem Abschnitt zählt: „Philip was mute, pressed against her side.“ Im sechsten Abschnitt der Zeitschriftenversion, der in der Buchversion der dritte ist, geht es um die Kindheit von Eves Tochter, Sophie, und darum, dass auch Philip einen Vater hat, der nicht mehr da ist. Eve erinnert sich in diesem Abschnitt wie Sophie, als sie mit Philip schwanger war, im Scherz meinte, dass sie schließlich die Familientradition der „flyby fathers“ aufrechterhalte. Gänzlich neu sind der Buchfassung die Abschnitte fünf und sieben. In ihnen wird das Dialogspiel zwischen Eve und Philip fortgesetzt. Nahezu vollständig neu ist zudem Abschnitt vier, in den lediglich einige Worte über die Tochter aus der Sicht von Eve aus dem dritten Abschnitt der Zeitschriftenversion übernommen worden sind. Dieser zuvor dritte Abschnitt wird der zweite Teil des längeren zweiten Abschnitts, indem das Abschnitt-Ende weiter nach hinten verschoben wird. Die urgroßväterliche Geschichte, dass man hier in der Gegend das Korn wachsen hören könne, wird aus Sicht von Eve variiert, nicht in der Zeitschriftenversion, wohl aber am Schluss der Buchversion: dass es möglicherweise aufgehört hat zu wachsen, auch wenn es noch zu hören ist.
Beispiel und Interpretation: In der Zeitschriftenversion heißt es kurz vor dem Besuch in der verwahrlosten Behausung: „She should never have let the game get so far out of control. Philip was too excitable.“ In der Buchversion hingegen lauten diese beiden Sätze: „She should never have let that game get so far out of control. A child of Philip 's age could get too carried away.“ Isla Duncan sucht nach einer möglichen Intention für diese Variante. „That game“ sei doppeldeutiger, insofern Eve auch ein Spiel aus ihrer eigenen Kindheit wieder in den Sinn gekommen sei ebenso wie, kurz vor dieser Szene, die lästigen Ausflüge mit ihrer Mutter. Duncan meint, dass Munro mit ihrer überarbeiteten Version den Leser daran erinnern will, dass Eves Vorstellungskraft dadurch freigesetzt wurde, dass sie sich an die Bilder in der weißen Wand erinnert und dass dies der Anlass ist, warum sie das Auto wendet und zurückfährt, obwohl sie sich an die Torpfosten überhaupt nicht erinnert. Duncan ist der Ansicht, dass Munro damit zeigen will, dass nicht nur Philip etwas durch den Wind ist, sondern auch Eve.
 Diese Darstellung nach relativer Abschnittslänge zeigt andere Aspekte des Versionsunterschieds. In der Buchversion gibt es vier sehr kurze Abschnitte und die Varianz der Abschnittslängen ist größer: Mehr und relativ viel kürzere Abschnitte an dem einen Ende der Skala stehen einem einzelnen langen Abschnitt am anderen Ende der Skala gegenüber. Dieser ist in der Buchversion prozentual noch länger als in der Zeitschriftenversion. In der Zeitschriftenversion ist der 5. Abschnitt der längste, in der Buchversion ist es der 8. Abschnitt. Bevor der lange Abschnitt beginnt, ist der Szenenwechsel in der Buchversion häufiger als in der Zeitschriftenversion. Nach dem längsten Abschnitt gibt es in der Zeitschriftenversion 3 Abschnitte von eher mittlerer Länge, in der Buchversion nur noch zwei relativ kurze.